# Championnats du monde de la FIBT 2012
Navigation
Édition précédente Édition suivante
Les Championnats du monde de la FIBT 2012 se déroulent du 13 février 2012 au 26 février 2012 à Lake Placid (États-Unis) sous l'égide de la Fédération internationale de bobsleigh et de tobogganing (FIBT).Il y a six titres à attribuer au total : trois en bobsleigh (bob à deux masculin, bob à quatre masculin et bob à deux féminin), deux en skeleton (individuel masculin et individuel féminin) et enfin un en équipe mixte (bobsleigh + skeleton). Il s'agit d'une compétition annuelle (hors année olympique).

## Calendrier des épreuves
| ent. | Entraînement | c | Course |

| Événements    | Événements     | Calendrier (février-mars) | Calendrier (février-mars) | Calendrier (février-mars) | Calendrier (février-mars) | Calendrier (février-mars) | Calendrier (février-mars) | Calendrier (février-mars) | Calendrier (février-mars) | Calendrier (février-mars) | Calendrier (février-mars) | Calendrier (février-mars) | Calendrier (février-mars) | Calendrier (février-mars) | Calendrier (février-mars) |
| Événements    | Événements     | 14                        | 15                        | 16                        | 17                        | 18                        | 19                        | 20                        | 21                        | 22                        | 23                        | 24                        | 25                        | 26                        |                           |
| ------------- | -------------- | ------------------------- | ------------------------- | ------------------------- | ------------------------- | ------------------------- | ------------------------- | ------------------------- | ------------------------- | ------------------------- | ------------------------- | ------------------------- | ------------------------- | ------------------------- | ------------------------- |
| Bobsleigh     | Bob à 4        |                           |                           |                           |                           |                           |                           |                           | ent.                      | ent.                      | ent.                      |                           | c                         | c                         |                           |
| Bobsleigh     | Bob à 2 Hommes | ent.                      | ent.                      | ent.                      |                           | c                         | c                         |                           |                           |                           |                           |                           |                           |                           |                           |
| Bobsleigh     | Bob à 2 Femmes | ent.                      | ent.                      | ent.                      | c                         | c                         |                           |                           |                           |                           |                           |                           |                           |                           |                           |
| Skeleton      | Hommes         |                           |                           |                           |                           |                           |                           | ent.                      | ent.                      | ent.                      |                           | c                         | c                         |                           |                           |
| Skeleton      | Femmes         |                           |                           |                           |                           |                           |                           | ent.                      | ent.                      | ent.                      | c                         | c                         |                           |                           |                           |
| Épreuve mixte | Épreuve mixte  |                           |                           |                           |                           | ent.                      | c                         |                           |                           |                           |                           |                           |                           |                           |                           |

## Podiums
| Épreuves              | Or                                                                      | Argent                                                                 | Bronze                                                                     |
| --------------------- | ----------------------------------------------------------------------- | ---------------------------------------------------------------------- | -------------------------------------------------------------------------- |
| Bob à deux masculin   | États-Unis Steven Holcomb Steven Langton                                | Canada Lyndon Rush Jesse Lumsden                                       | Allemagne Maximilian Arndt Kevin Kuske                                     |
| Bob à quatre masculin | États-Unis Steven Holcomb Justin Olsen Steven Langton Curtis Tomasevicz | Allemagne Maximilian Arndt Alexander Roediger Kevin Kuske Martin Putze | Allemagne Manuel Machata Marko Huebenbecker Andreas Bredau Christian Poser |
| Bob à deux féminin    | Canada Kaillie Humphries Jennifer Ciochetti                             | Allemagne Sandra Kiriasis Petra Lammert                                | États-Unis Elana Meyers Katie Eberling                                     |

| Épreuves | Or              | Argent                | Bronze            |
| -------- | --------------- | --------------------- | ----------------- |
| Hommes   | Martins Dukurs  | Frank Rommel          | Ben Sandford      |
| Femmes   | Katie Uhlaender | Mellisa Hollingsworth | Elizabeth Yarnold |

| Épreuves     | Or                                                                                                | Argent                                                                                         | Bronze |
| ------------ | ------------------------------------------------------------------------------------------------- | ---------------------------------------------------------------------------------------------- | --- |
| Équipe mixte | États-Unis Matthew Antoine Elana Meyers Emily Azevedo Katie Uhlaender Steven Holcomb Justin Olsen | Allemagne Frank Rommel Sandra Kiriasis Berit Wiacker Marion Thees Maximilian Arndt Steven Deja | Canada John Fairbairn Kaillie Humphries Emily Baadsvik Mellisa Hollingsworth Justin Kripps Timothy Randall |

## Tableau des médailles
| Rang | Nation           | Or | Argent | Bronze | Total |
| ---- | ---------------- | -- | ------ | ------ | ----- |
| 1    | États-Unis       | 4  | 0      | 1      | 5     |
| 2    | Canada           | 1  | 2      | 1      | 4     |
| 3    | Lettonie         | 1  | 0      | 0      | 1     |
| 4    | Allemagne        | 0  | 4      | 2      | 6     |
| 5    | Royaume-Uni      | 0  | 0      | 1      | 1     |
| 5    | Nouvelle-Zélande | 0  | 0      | 1      | 1     |